# Laatzen
Laatzen é uma cidade da Alemanha localizada no distrito de Hanôver, estado de Baixa Saxônia.

## Divisões da cidade

### Formação da cidade
- Em 1 de janeiro de 1964, o município de Grasdorf foi incorporado ao município de Laatzen;
- Em 21 de junho de 1968, o município de Laatzen recebeu o direito de cidade (Stadtrecht);
- A reforma territorial (Gebietsreform) de 1 de março de 1974, incorporou à cidade de Laatzen os municípios de Gleidingen, Ingeln, Oesselse e Rethen/Leine.

### Bairros
| . | Alt-Laatzen Grasdorf Laatzen-Mitte Rethen Gleidingen Ingeln-Oesselse |

## Demografia
Evolução da população: